# Sinfonía n.º 36 (Haydn)

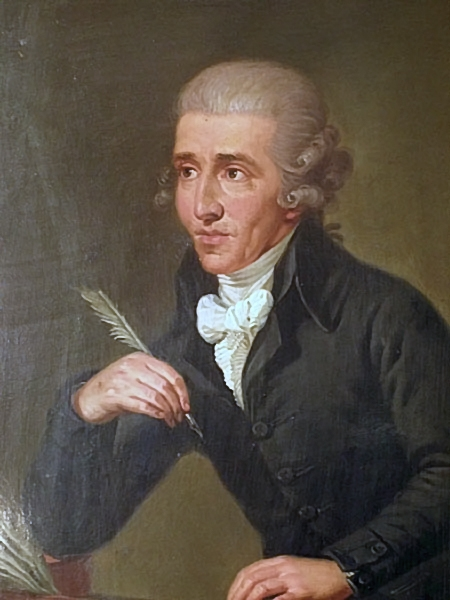
Haydn hacia 1770.

La Sinfonía n.º 36 en mi bemol mayor, Hob. I:36 fue compuesta por Joseph Haydn en algún momento entre 1761 y 1765.

## Historia
La producción sinfónica del maestro austríaco puede dividirse a grandes rasgos en tres bloques temporales: el primer bloque (1757-1761) se corresponde con su periodo al servicio del conde Carl von Morzin (n.º 1 - n.º 5); el segundo bloque en la corte Esterházy (1761-1790 pero con la última sinfonía para el público de Esterházy en 1781); y el tercer bloque (1782-1795) comprende las Sinfonías de París (n.º 82 - n.º 87) y las Sinfonías de Londres (n.º 93 - n.º 104). El 1 de mayo de 1761 el compositor firmó su contrato como vice-kapellmeister (más tarde kapellmeister) de la familia Esterházy, que nominalmente duró 48 años, hasta su muerte.
La composición de esta pieza se desarrolló en algún momento entre 1761 y 1765. Pertenece al periodo Esterházy pero no se sabe para cuál de los dos príncipes trabajaba en ese momento. Al igual que la Sinfonía n.º 14, la n.º 36 da muchos indicios de haber sido compuesta durante los primeros años en Esterházy. Según Reisig, es razonablemente seguro que esta sinfonía pertenece al primer periodo de mecenazgo de Esterházy, lo que hace que su numeración sea cronológicamente coherente.

## Instrumentación
La partitura está escrita para una orquesta formada por:
- Viento madera: 2 oboes y 1 fagot.
- Viento metal: 2 trompas.
- Cuerda: una sección de cuerdas con 2 violines, viola, violonchelo y contrabajo.
- Teclado: clavecín como bajo continuo.

El movimiento lento presenta solos para violín y violonchelo. En aquella época se solía emplear un fagot para amplificar la voz del bajo, incluso sin una notación separada. En cuanto a la participación del clavecín como bajo continuo en las sinfonías de Haydn existen diversas opiniones entre los estudiosos: James Webster se sitúa en contra; Hartmut Haenchen a favor; Jamie James en su artículo para The New York Times presenta diferentes posiciones por parte de Roy Goodman, Christopher Hogwood, H. C. Robbins Landon y James Webster. A partir de 2019 la mayor parte de las orquestas con instrumentos modernos no utiliza el clavecín como continuo. No obstante, existen grabaciones con clavecín en el bajo continuo realizadas por: Trevor Pinnock (Sturm und Drang Symphonies, Archiv, 1989-1990); Nikolaus Harnoncourt (n.º 6–8, Das Alte Werk, 1990); Sigiswald Kuijken (incluidas las Sinfonías de París y Londres; Virgin, 1988-1995); Roy Goodman (Ej. n.º 1-25, 70-78, 82-87; Hyperion, 2002).

## Estructura y análisis
La sinfonía consta de cuatro movimientos:
- I. Vivace, en mi bemol mayor 3
4
- II. Adagio, en si bemol mayor 2
2
- III. Menuet, en mi bemol mayor – Trio, en si bemol mayor 3
4
- IV. Allegro, en mi bemol mayor 2
4

La interpretación de esta obra dura aproximadamente entre 20 y 25 minutos. Aunque muestra poco del modo de discurso musical propio de su creador, su característica inventiva queda patente y dispuesta a florecer a lo largo del feliz periodo de empleo de Haydn con su agradecido mecenas.

### I.Vivace
El primer movimiento, Vivace, está escrito en la tonalidad de mi bemol mayor, en compás de 3/4 y sigue la forma sonata. El movimiento de apertura se inicia sin introducción en el típico ritmo ternario. Se parece al de la Sinfonía n.º 17 no sólo por su estilo sinfónico "neutro", su tempo y su métrica, sino también por tener un desarrollo extenso poco habitual. Se trata de un desarrollo en dos partes, con una "falsa retransición", que se supone debe conducir a la recapitulación pero que en realidad se desvía hacia un nuevo desarrollo. Este desarrollo no es tan largo, ni la broma tan obvia como en la Sinfonía n.º 17.

### II.Adagio
El segundo movimiento, Adagio, está en si bemol mayor y en compás alla breve. Se trata de uno de los movimientos lentos más notables de Haydn. Es un sencillo paseo sin ninguna melancolía, en esencia un dúo concertante para violín solista y violonchelo. No obstante, esta música concertante es introducida por un gesto enérgico, con puntillo, casi recitativo en las cuerdas orquestales. A medida que avanza el movimiento este gesto se revela como un elemento temático vital, marcando con frecuencia a los solistas de una manera que no es meramente retórica, sino parte integrante de la estructura en forma sonata. La sección central deja entrever un ligero atisbo de ensoñación, pero por lo demás se trata de una pieza emocionalmente despejada.

### III.Menuet– Trio
El tercer movimiento, Menuet. Un poco allegretto – Trio, está en mi bemol mayor que en el trío pasa a si bemol mayor y el compás es 3/4. El minueto no encaja ni en la categoría estrictamente galante ni en la bucólica. Pero posee una cualidad única, ágil y caballeresca debida a la hábil yuxtaposición del ritmo con puntillo y las notas de gracia en su tema principal. Presenta una jovial figura con puntillo que se desarrolla de una manera poco frecuente antes del periodo de Esterházy. El trío, en la dominante, es extraordinario. Cambia de repente del estilo un tanto convencional de los primeros cuatro compases a una idea cromática inesperada y sinuosa, casi espeluznante, en escritura a dos voces. Esta exploración cromática, aunque breve, parece tambalearse en una enigmática frontera antes de regresar a un terreno más luminoso. Además ancla esta transición psicológica en la estructura tonal mediante la cadencia en la mediante menor, re menor, un reflejo armónico único de un estado estético. La segunda mitad es igualmente destacable.

### IV.Allegro
El cuarto y último movimiento, Allegro, retoma la tonalidad inicial y el compás es 2/4. El Finale es un ejemplo temprano del típico movimiento de conclusión del Clasicismo tardío en un enérgico ritmo binario. El tema principal hace uso del célebre "cohete de Mannheim". Despliega la obligada euforia trepidante con un llamativo gesto de trémolo en piano al comienzo del segundo tema. Está cargado de vibrantes trémolos que, por su forma de uso, recuerdan en cierto modo a algunas de las obras orquestales de Mozart.